# Бене, Бренда
Бре́нда Энн Бене́ (англ. Brenda Anne Benét), урождённая — Не́льсон (англ. Nelson; 14 августа 1945, Голливуд, Калифорния — 7 апреля 1982, Западный Лос-Анджелес, Калифорния) — американская актриса.

## Биография
Бренда Энн Нельсон родилась 14 августа 1945 года в Голливуде (штат Калифорния, США). Некоторое время она училась в Калифорнийском университете в Лос-Анджелесе.
Бренда начала сниматься в кино в 1964 году, её дебют — роль Шамиры в телесериале «Венди и я». В 1979—1982 годах (до момента своей смерти) она играла роль Ли Дьюмонд Кармайкл Уильямс в телесериале «Дни нашей жизни», появившись в 255 сериях. Всего актриса сыграла 37 ролей в фильмах и сериалах.

### Личная жизнь
В 1967—1970 годах Бренда была замужем за актёром и певцом Полом Петерсеном. В 1971—1979 годах она была замужем за Биллом Биксби, от которого родила своего единственного ребёнка — сына Кристофера Биксби (25.09.1974—01.03.1981). После развода с Биксби и до момента своей смерти Бренда находилась в лесбийских отношениях с Тамми Брюс.

## Гибель
В 1981 году, после смерти своего единственного сына, Бренда впала в тяжёлую депрессию. 7 апреля 1982 года актриса и её подруга Тамми должны были отправиться на совместный обед в ресторан. Тамми, обнаружив, что Бренда заперлась в ванной, почувствовала неладное и выбежала за помощью на улицу. После вскрытия двери ванной было найдено тело Бренды, 36-летняя актриса застрелилась, так и не сумев смириться со смертью сына.

## Избранная фильмография
| Год       |   | Русское название | Оригинальное название | Роль                        |
| --------- | - | ---------------- | --------------------- | --------------------------- |
| 1964      | с | Венди и я        | Wendy and Me          | Шамир                       |
| 1979—1982 | с | Дни нашей жизни  | Days of Our Lives     | Ли Дьюмонд Кармайкл Уильямс |